# الجندي (قصيدة)
أن هناك زاوية لوطن أجنبي
هي إلى الأبد إنجلترا. ويجب أن تظل

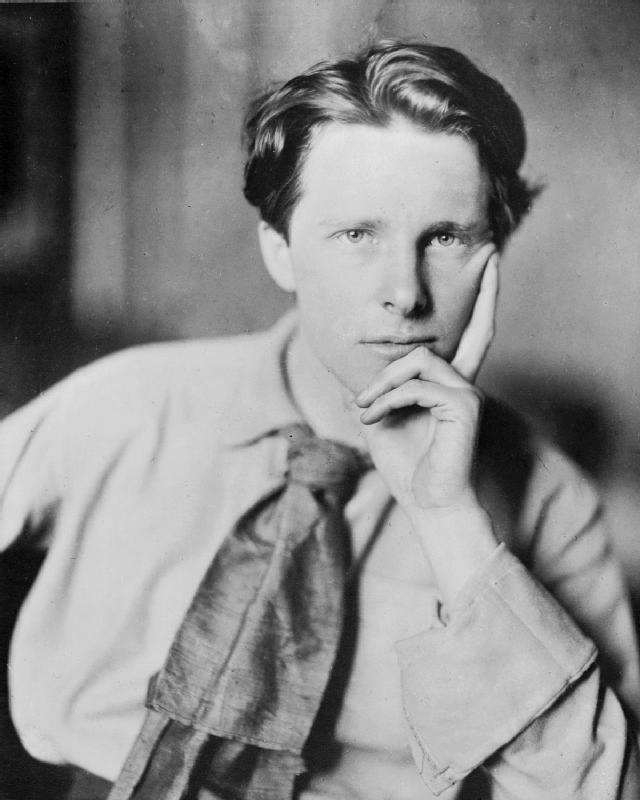

في تلك الأرض الغنية ، غبارٌ أغنى لكنه خفى.
تحمله إنجلترا ،
مشكلًا، وواعيًا،
أعطته، في مرة، زهورها للحب، دروبها للمشي،
جسدًا من انجلترا، متنفسًا هواءها،
مغسلًا في نهورها ، مباركًا بشموس الوطن.
فكروا أن هذا القلب، أسقط كل شره بعيدا،
نبضة في عقله الأبدي، لا أقل
أعطته إنجلترا أفكاره في مكان ما ؛
مشاهدها وأصواتها . أحلام سعيدة كيومها.
وضحكٌ، علمته من الأصدقاء.
```
والوداعة،
```

في قلوب تعيش في سلام،
"الجندي" هي قصيدة كتبها روبرت بروك. وهي القصيدة الخامسة من سلسلة من القصائد بعنوان 1914.
غالبا ما يتناقض مع قصيدة  ويلفريد أوين  المناهضة للحرب قصيدة بتوقيت شرق الولايات المتحدة. المخطوطة الموجودة في الكلية الملكية في كامبريدج.

## وصلات خارجية
- نص القصيدة: http://www.poemhunter.com/poem/1914-v-the-soldier/
- النسخة الفرنسية: https://web.archive.org/web/20161017114427/http://lutecium.org/stp/cochonfucius/rupert-brooke.html